# IC 1068
IC 1068 је лентикуларна галаксија у сазвјежђу Дјевица која се налази на листи објеката дубоког неба у Индекс каталогу.
Деклинација објекта је + 3° 4' 40" а ректасцензија 14h 53m 32,8s. Привидна величина (магнитуда) објекта IC 1068 износи 14,3 а фотографска магнитуда 15,3. IC 1068 је још познат и под ознакама MCG 1-38-12, CGCG 48-56, NPM1G +03.0454, PGC 53223.